# 중화인민공화국의 행정 구역 코드 번호
중화인민공화국의 행정 구역 코드 번호는 중화인민공화국의 성급·지급·현급 행정 구역을 식별할 수 있는 6자리 코드 번호이다. 이는 중국국가통계국이 식별을 위해 정했으며, 2015년 9월 30일에 최신판을 발표했다.

## 코드 번호 식별 방법
중화인민공화국의 행정 구역 코드 번호는 총 여섯 자리로, 두 자리씩 끊어서 확인하면 된다. 왼쪽의 두 자리 수는 성급, 가운데쪽의 두 자리 수는 지급, 오른쪽의 두 자리 수는 현급이다.
맨 왼쪽 자리에 있는 수는 해당 구역이 어느 지방에 속하는 지를 알려준다. 중국지리대구(中國地理大區)로 따지며, 1은 화북 지방, 2는 동북 지방, 3은 화동 지방, 4는 화중·화남 지방, 5는 서남 지방, 6은 서북 지방에 있는 구역임을 얘기한다. 또한, 중화인민공화국이 실질적으로 지배하지 않고 있는 타이완성은 7로, 특별행정구는 8로 표기했다. 그 다음 자리에 있는 숫자는 그 지방 내에 있는 실제 성급 행정 구역을 나타낸 숫자이다.
가운데에 있는 두 자리 수는 지급 행정 구역을 나타내며, 01~20, 51~70은 지급시를, 21~50은 지구, 자치주, 맹 등을 말한다.
오른쪽에 있는 두 자리 수는 현급 행정 구역을 나타내며, 01~20은 시할구를, 21~80은 현과 기를, 81~99는 현급시를 말한다.

## 코드 번호 체계

### 화북 지방(1구역)
- 베이징시 : 110000
- 톈진시 : 120000
- 허베이성 : 130000
  - 스자좡시 : 130100
  - 탕산시 : 130200
  - 친황다오시 : 130300
  - 한단시 : 130400
  - 싱타이시 : 130500
  - 바오딩시 : 130600
  - 장자커우시 : 130700
  - 청더시 : 130800
  - 창저우시 : 130900
  - 랑팡시 : 131000
  - 헝수이시 : 131100
- 산시성 : 140000
  - 타이위안시 : 140100
  - 다퉁시 : 140200
  - 양취안시 : 140300
  - 창즈시 : 140400
  - 진청시 : 140500
  - 숴저우시 : 140600
  - 진중시 : 140700
  - 윈청시 : 140800
  - 신저우시 : 140900
  - 린펀시 : 141000
  - 뤼량시 : 141100
- 내몽골 자치구 : 150000
  - 후허하오터시 : 150100
  - 바오터우시 : 150200
  - 우하이시 : 150300
  - 츠펑시 : 150400
  - 퉁랴오시 : 150500
  - 어얼둬쓰시 : 150600
  - 후룬베이얼시 : 150700
  - 바옌나오얼시 : 150800
  - 우란차부시 : 150900
  - 싱안맹 : 152200
  - 시린궈러맹 : 152500
  - 아라산맹 : 152900

### 동북 지방(2구역)
- 랴오닝성 : 210000
  - 선양시 : 210100
  - 다롄시 : 210200
  - 안산시 : 210300
  - 푸순시 : 210400
  - 번시시 : 210500
  - 단둥시 : 210600
  - 진저우시 : 210700
  - 잉커우시 : 210800
  - 푸신시 : 210900
  - 랴오양시 : 211000
  - 판진시 : 211100
  - 톄링시 : 211200
  - 차오양시 : 211300
  - 후루다오시 : 211400
- 지린성 : 220000
  - 창춘시 : 220100
  - 지린시 : 220200
  - 쓰핑시 : 220300
  - 랴오위안시 : 220400
  - 퉁화시 : 220500
  - 바이산시 : 220600
  - 쑹위안시 : 220700
  - 바이청시 : 220800
  - 옌볜 조선족 자치주 : 222400
- 헤이룽장성 : 230000
  - 하얼빈시 : 230100
  - 치치하얼시 : 230200
  - 지시시 : 230300
  - 허강시 : 230400
  - 솽야산시 : 230500
  - 다칭시 : 230600
  - 이춘시 : 230700
  - 자무쓰시 : 230800
  - 치타이허시 : 230900
  - 무단장시 : 231000
  - 헤이허시 : 231100
  - 쑤이화시 : 231200
  - 다싱안링 지구 : 232700

### 화동 지방(3구역)
- 상하이시 : 310000
- 장쑤성 : 320000
  - 난징시 : 320100
  - 우시시 : 320200
  - 쉬저우시 : 320300
  - 창저우시 : 320400
  - 쑤저우시 : 320500
  - 난퉁시 : 320600
  - 롄윈강시 : 320700
  - 화이안시 : 320800
  - 옌청시 : 320900
  - 양저우시 : 321000
  - 전장시 : 321100
  - 타이저우시 : 321200
  - 쑤첸시 : 321300
- 저장성 : 330000
  - 항저우시 : 330100
  - 닝보시 : 330200
  - 원저우시 : 330300
  - 자싱시 : 330400
  - 후저우시 : 330500
  - 샤오싱시 : 330600
  - 진화시 : 330700
  - 취저우시 : 330800
  - 저우산시 : 330900
  - 타이저우시 : 331000
  - 리수이시 : 331100
- 안후이성 : 340000
  - 허페이시 : 340100
  - 우후시 : 340200
  - 벙부시 : 340300
  - 화이난시 : 340400
  - 마안산시 : 340500
  - 화이베이시 : 340600
  - 퉁링시 : 340700
  - 안칭시 : 340800
  - 황산시 : 341000
  - 추저우시 : 341100
  - 푸양시 : 341200
  - 쑤저우시 : 341300
  - 루안시 : 341500
  - 보저우시 : 341600
  - 츠저우시 : 341700
  - 쉬안청시 : 341800
- 푸젠성 : 350000
  - 푸저우시 : 350100
  - 샤먼시 : 350200
  - 푸톈시 : 350300
  - 싼밍시 : 350400
  - 취안저우시 : 350500
  - 장저우시 : 350600
  - 난핑시 : 350700
  - 룽옌시 : 350800
  - 닝더시 : 350900
- 장시성 : 360000
  - 난창시 : 360100
  - 징더전시 : 360200
  - 핑샹시 : 360300
  - 주장시 : 360400
  - 신위시 : 360500
  - 잉탄시 : 360600
  - 간저우시 : 360700
  - 지안시 : 360800
  - 이춘시 : 360900
  - 푸저우시 : 361000
  - 상라오시 : 361100
- 산둥성 : 370000
  - 지난시 : 370100
  - 칭다오시 : 370200
  - 쯔보시 : 370300
  - 짜오좡시 : 370400
  - 둥잉시 : 370500
  - 옌타이시 : 370600
  - 웨이팡시 : 370700
  - 지닝시 : 370800
  - 타이안시 : 370900
  - 웨이하이시 : 371000
  - 르자오시 : 371100
  - 린이시 : 371300
  - 더저우시 : 371400
  - 랴오청시 : 371500
  - 빈저우시 : 371600
  - 허쩌시 : 371700

### 화중·화남 지방(4구역)
- 허난성 : 410000
  - 정저우시 : 410100
  - 카이펑시 : 410200
  - 뤄양시 : 410300
  - 핑딩산시 : 410400
  - 안양시 : 410500
  - 허비시 : 410600
  - 신샹시 : 410700
  - 자오쭤시 : 410800
  - 푸양시 : 410900
  - 쉬창시 : 411000
  - 뤄허시 : 411100
  - 싼먼샤시 : 411200
  - 난양시 : 411300
  - 상추시 : 411400
  - 신양시 : 411500
  - 저우커우시 : 411600
  - 주마뎬시 : 411700
- 후베이성 : 420000
  - 우한시 : 420100
  - 황스시 : 420200
  - 스옌시 : 420300
  - 이창시 : 420500
  - 샹양시 : 420600
  - 어저우시 : 420700
  - 징먼시 : 420800
  - 샤오간시 : 420900
  - 징저우시 : 421000
  - 황강시 : 421100
  - 셴닝시 : 421200
  - 쑤이저우시 : 421300
  - 언스 투자족 먀오족 자치주 : 422800
- 후난성 : 430000
  - 창사시 : 430100
  - 주저우시 : 430200
  - 샹탄시 : 430300
  - 헝양시 : 430400
  - 사오양시 : 430500
  - 웨양시 : 430600
  - 창더시 : 430700
  - 장자제시 : 430800
  - 이양시 : 430900
  - 천저우시 : 431000
  - 융저우시 : 431100
  - 화이화시 : 431200
  - 뤄디시 : 431300
  - 샹시 투자족 먀오족 자치주 : 433100
- 광둥성 : 440000
  - 광저우시 : 440100
  - 사오관시 : 440200
  - 선전시 : 440300
  - 주하이시 : 440400
  - 산터우시 : 440500
  - 포산시 : 440600
  - 장먼시 : 440700
  - 잔장시 : 440800
  - 마오밍시 : 440900
  - 자오칭시 : 441200
  - 후이저우시 : 441300
  - 메이저우시 : 441400
  - 산웨이시 : 441500
  - 허위안시 : 441600
  - 양장시 : 441700
  - 칭위안시 : 441800
  - 둥관시 : 441900
  - 중산시 : 442000
  - 차오저우시 : 445100
  - 제양시 : 445200
  - 윈푸시 : 445300
- 광시 좡족 자치구 : 450000
  - 난닝시 : 450100
  - 류저우시 : 450200
  - 구이린시 : 450300
  - 우저우시 : 450400
  - 베이하이시 : 450500
  - 팡청강시 : 450600
  - 친저우시 : 450700
  - 구이강시 : 450800
  - 위린시 : 450900
  - 바이써시 : 451000
  - 허저우시 : 451100
  - 허츠시 : 451200
  - 라이빈시 : 451300
  - 충쭤시 : 451400
- 하이난성 : 460000
  - 하이커우시 : 460100
  - 싼야시 : 460200
  - 싼사시 : 460300
  - 단저우시 : 460400

### 서남 지방(5구역)
- 충칭시 : 500000
- 쓰촨성 : 510000
  - 청두시 : 510100
  - 쯔궁시 : 510300
  - 판즈화시 : 510400
  - 루저우시 : 510500
  - 더양시 : 510600
  - 몐양시 : 510700
  - 광위안시 : 510800
  - 쑤이닝시 : 510900
  - 네이장시 : 511000
  - 러산시 : 511100
  - 난충시 : 511300
  - 메이산시 : 511400
  - 이빈시 : 511500
  - 광안시 : 511600
  - 다저우시 : 511700
  - 야안시 : 511800
  - 바중시 : 511900
  - 쯔양시 : 512000
  - 아바 티베트족 창족 자치주 : 513200
  - 간쯔 티베트족 자치주 : 513300
  - 량산 이족 자치주 : 513400
- 구이저우성 : 520000
  - 구이양시 : 520100
  - 류판수이시 : 520200
  - 쭌이시 : 520300
  - 안순시 : 520400
  - 비제시 : 520500
  - 퉁런시 : 520600
  - 첸시난 부이족 먀오족 자치주 : 522300
  - 첸둥난 먀오족 둥족 자치주 : 522600
  - 첸난 부이족 먀오족 자치주 : 522700
- 윈난성 : 530000
  - 쿤밍시 : 530100
  - 취징시 : 530300
  - 위시시 : 530400
  - 바오산시 : 530500
  - 자오퉁시 : 530600
  - 리장시 : 530700
  - 푸얼시 : 530800
  - 린창시 : 530900
  - 추슝 이족 자치주 : 532300
  - 훙허 하니족 이족 자치주 : 532500
  - 원산 좡족 먀오족 자치주 : 532600
  - 시솽반나 다이족 자치주 : 532800
  - 다리 바이족 자치주 : 532900
  - 더훙 다이족 징포족 자치주 : 533100
  - 누장 리수족 자치주 : 533300
  - 디칭 티베트족 자치주 : 533500
- 티베트 자치구 : 540000
  - 라싸시 : 540100
  - 르카쩌시 : 540200
  - 창두시 : 540300
  - 린즈시 : 540400
  - 산난시 : 540500
  - 나취시 : 540600
  - 아리 지구 : 542500

### 서북 지방(6구역)
- 산시성 : 610000
  - 시안시 : 610100
  - 퉁촨시 : 610200
  - 바오지시 : 610300
  - 셴양시 : 610400
  - 웨이난시 : 610500
  - 옌안시 : 610600
  - 한중시 : 610700
  - 위린시 : 610800
  - 안캉시 : 610900
  - 상뤄시 : 611000
- 간쑤성 : 620000
  - 란저우시 : 620100
  - 자위관시 : 620200
  - 진창시 : 620300
  - 바이인시 : 620400
  - 톈수이시 : 620500
  - 우웨이시 : 620600
  - 장예시 : 620700
  - 핑량시 : 620800
  - 주취안시 : 620900
  - 칭양시 : 621000
  - 딩시시 : 621100
  - 룽난시 : 621200
  - 린샤 후이족 자치주 : 622900
  - 간난 티베트족 자치주 : 623000
- 칭하이성 : 630000
  - 시닝시 : 630100
  - 하이둥시 : 630200
  - 하이베이 티베트족 자치주 : 632200
  - 황난 티베트족 자치주 : 632300
  - 하이난 티베트족 자치주 : 632500
  - 궈뤄 티베트족 자치주 : 632600
  - 위수 티베트족 자치주 : 632700
  - 하이시 몽골족 티베트족 자치주 : 632800
- 닝샤 후이족 자치구 : 640000
  - 인촨시 : 640100
  - 스쭈이산시 : 640200
  - 우중시 : 640300
  - 구위안시 : 640400
  - 중웨이시 : 640500
- 신장 위구르 자치구 : 650000
  - 우루무치시 : 650100
  - 카라마이시 : 650200
  - 투루판시 : 650400
  - 하미시 : 650500
  - 창지 후이족 자치주 : 652300
  - 보얼타라 몽골 자치주 : 652700
  - 바인골린 몽골 자치주 : 652800
  - 아크수 지구 : 652900
  - 키질수 키르기스 자치주 : 653000
  - 카슈가르 지구 : 653100
  - 호탄 지구 : 653200
  - 이리 카자흐 자치주 : 654000
  - 타청 지구 : 654200
  - 아러타이 지구 : 654300

### 기타(7·8구역)
- 타이완성 : 710000
- 홍콩 특별행정구 : 810000
- 마카오 특별행정구 : 820000

## 같이 보기
- 중화인민공화국의 행정 구역